# 道南医学会
道南医学会（どうなんいがくかい、英語: The Medical Association Of South Hokkaido）は、日本の学術研究団体の一つ。

## 概要
1948年9月5日設立。学術研究団体としての種別は単独学会。
道南地域のの保健・医療・福祉の発展向上のため函館市・渡島・檜山・北部檜山の4医師会が主催し北海道医師会が共催している会。

## 沿革
- 1948年 - 道南医学会設立。

## 刊行物

### 道南医学会ジャーナル
- 誌名（和文）：道南医学会ジャーナル
- 誌名（欧文）：Journal of The Medical Assoc. South Hokkaido
- 創刊年：2018
- 資料種別：ジャーナル（査読付き論文を含む）
- 使用言語：日本語のみ
- 発行形態：eジャーナル
- 著作権帰属先：学会
- クリエイティブコモンズ：定めていない
- 購読：無料